# Jo
|  | Per a altres significats, vegeu «Jo Jung-suk». |

El jo és la construcció d'una persona, l'essència que aglutina els diferents trets de la personalitat i que la distingeix com a individu diferent dels altres; és la consciència de ser un mateix enfront l'alteritat. Cadascú és un "jo" per a ell mateix. La paraula també fa referència al pronom personal tònic que s'usa per referir-se a aquesta entitat abstracta.

## Conceptes afins
El concepte del jo sovint és sinònim d'altres idees similars segons l'estudiós que el defineixi. Així, sol identificar-se com a subjecte, la persona que fa o rep accions, que actua, diferent dels objectes que només poden rebre les accions. Aquesta assimilació accentua el lliure albir, la voluntat o el poder d'obrar de l'ésser humà però no té en compte que una persona pot ser objecte per a una altra si rep la seva acció.
No equival exactament a la persona, perquè el jo sempre és una construcció, una idea que té la pròpia persona sobre ella mateixa i que pot anar canviant amb el pas del temps. Precisament per l'alienació, segons el marxisme i altres corrents, la persona perd part del seu jo, per tant no poden ser termes idèntics.
El jo és un individu en tant que percepció (entès com a entitat única, indivisible i diferenciada d'altres) però la paraula individu comprèn més entitats que no pas només el jo. Un individu pot ser un ésser o un objecte que es compti per a una estadística, qualsevol entitat.
Sovint es parla d'identitat com a jo, és a dir, cada persona té una identitat que la diferencia de la resta, un conjunt de característiques que inclouen el caràcter, els rols socials que adopta, les habilitats i el nom propi o malnoms que usa. En principi solament l'ésser humà té identitat, encara que l'etologia reclama també aquesta noció per als animals superiors, ja que tenen maneres de comportar-se úniques, no explicables sols per la pertinença a una espècie.

## El jo a la religió
Per a les grans religions la persona és la unió de cos i ànima però l'essència del jo radica en aquesta darrera, ja que el cos mortal és un simple embolcall físic, igual que el d'altres animals. La part divina de l'ésser humà, el que el defineix com a jo, és la part espiritual. La meditació, la pregària i la transcendència, així com l'autoconeixement, poden portar a l'accés a aquest jo.
l'Islam, el judaisme i el cristianisme creuen que el jo pot salvar-se o no segons els actes comesos per la persona, els pecats condemnen eternament l'ànima a l'infern mentre que la virtut i el seguiment dels preceptes de la religió acosten al paradís. El jo és important perquè és el centre de la persona, el que es pot comunicar amb Déu a través de sagraments, rituals i invocacions. És valuós, ja que està creat a imatge i semblança de la divinitat però no pot ser superb perquè a la Terra està encarnat en un cos mortal i imperfecte.
Els budistes afirmen que el jo és una vana il·lusió que fa mal a la persona, perquè la fa sentir desig i no la deixa entendre que forma part del cosmos, de l'univers, com un tot, com energia. El jo és així un ego negatiu que fa creure que cada individu és únic o fins i tot superior als altres i no permet la fusió amb la resta de la vida, assolint el nirvana. Això no vol dir que tothom sigui exactament igual, sinó que totes les criatures comparteixen una mateixa essència. L'atman (derivada de l'indoeuropeu "respiració") varia entre cada ésser i conèixer com és aquest atman ajudarà a portar un recte camí. L'hinduisme comparteix aquesta percepció.

## El jo a la psicologia
Per la psicologia el jo és la consciència de tenir una personalitat, és una construcció que fa cada persona acumulant experiència, però també és una construcció social perquè són els altres els que perfilen aquesta visió, els que modelen el caràcter amb la seva interacció.
Freud creia que el jo era una entitat mental intermèdia entre el superjo (la consciència) i l'allò (l'instint). El que un individu sent o fa és l'equilibri entre les seves apetències i les restriccions que imposa la societat, sota la forma de valors morals, prohibicions o judicis negatius. Sovint la divisió entre aquestes tres entitats és inconscient i la persona pot no saber que està reprimint desitjos o l'origen de determinades conductes.
Com que el jo és una construcció, és la suma d'una sèrie d'esdeveniments i la vivència d'aquests, que porten a tenir un autoconcepte determinat. Aquest autoconcepte va transformant-se amb el temps, tant per les diferents etapes de la vida, com per les experiències i els judicis que es fan sobre el jo, siguin propis o aliens.
Per a António Damásio, aquesta construcció (que anomena jo autobiogràfic) és una evolució d'un jo lligat a la conservació de la vida, que es basa en les millores adaptatives que posseeix el fet de tenir una autoimatge i, per tant, consciència.

## El jo a la filosofia
El jo a la filosofia s'entén com a principi abstracte de la consciència, allò que diferencia un individu de la resta. Per als nominalistes es tracta d'una simple convenció lingüística per referir-se a la persona, corrent que accepta també David Hume, mentre que altres autors defensen que existeix com a essència independent i real. Aquesta essència pot equivaler a la ment, a l'ànima, l'esperit o ser una entitat separada depenent de l'escola filosòfica adoptada.
Per a Plató el jo autèntic està a l'ànima intel·ligible, que és capaç d'escapar del món sensible per acostar-se al món de les idees a partir del coneixement. Aristòtil creia que la característica del jo és l'actuació, el ser alguna cosa. Per això el jo de la persona pot ser en potència moltes coses però en acte, en la realitat, acaba escollint una via o una altra que el defineix (per exemple el jo d'un metge i pare de família serà diferent del jo d'un jove solter encara que en néixer tinguessin les mateixes possibilitats).
Tant Avicenna com Descartes subratllen la independència del jo del món físic. El primer anima a imaginar un jo flotant en un espai buit sense sensacions ni del propi cos mentre que el segon afirma que el cos podria formar part d'un somni. Els dos afirmen que l'essencial del jo és l'autoconsciència, que Descartes va plasmar en l'aforisme "Cogito, ergo sum". Per tant, qualsevol persona que pugui pensar en ella mateixa té un jo, el jo és en certa manera pensament pur.
Per a l'idealisme alemany el Jo és la base de tot coneixement, el principi fonamental del saber. L'accés a aquest Jo absolut es farà a través de la intuïció intel·lectual. Això és així a Fichte i també al jove Friedrich Schelling.

## El jo com a autor
El jo pot ser tema de l'art, que neix d'una necessitat expressiva però usualment s'identifica amb l'autor de l'obra, entès com la persona que la crea. Aquest concepte, però, ha variat al llarg del temps. A determinades èpoques es privilegia l'autoria col·lectiva, les obres es creen entre els membres de la comunitat i es consideren patrimoni comú, mentre que en altres períodes es potencia l'autor com a individu original que crea. Exemples del moviment col·lectiu són les obres medievals (on influïen a més a més motius religiosos), la tradició oral popular o els projectes d'Internet contemporanis. En canvi el romanticisme apostava per l'autor com a geni únic. Els principals estudiosos de la relació entre jo-autoria són Roland Barthes i Michel Foucault.